# 小行星7243
小行星7243（英語：7243）是一颗围绕太阳公转的小行星。1990年11月12日，上田清二、金田宏在钏路市发现了此天体。
这颗小行星的绝对星等为297.7809349016562等。